# Wolfsburg
Wolfsburg (- [ˈvɔlfsbʊʁk] ()) je peto največje mesto v nemški deželi Spodnja Saška. Leži ob reki Aller severovzhodno od mesta Braunschweig ter je oddaljen okoli 75 km vzhodno od Hannovra in 230 km zahodno od Berlina. Leta 2013 je bil Wolfsburg najbogatejše nemško mesto z BDP-jem 128.000 $ na prebivalca, predvsem zaradi uspešne avtomobilske industrije. Wolfsburg je eno redkih nemških mest, ki je bilo zgrajeno v prvi polovici 20. stoletja.
Grad Wolfsburg je srednjeveški nižinski in vodni grad, ki je bil prvič omenjen v listini leta 1302, kasneje pa je bil preurejen v renesančni grad. Stoji v vzhodni Spodnji Saški v mestu Wolfsburg, ki nosi njegovo ime in ga ima v lasti od leta 1961. Iz stanovanjskega stolpa na reki Aller se je razvil v grad z jarkom z značajem trdnjave. V 17. stoletju je postal reprezentativen, a kljub temu dobro utrjen grad, ki je predstavljal severovzhodnega predstavnika weserske renesanse. Ustanovitelj in graditelj je bila plemiška družina Bartensleben. Potem ko je njihova linija leta 1742 izumrla, so Wolfsburg podedovali grofje von der Schulenburg.
Mesto je poznano kot sedež svetovnega avtomobilskega koncerna Volkswagen. Ob tovarni stoji dobro obiskan avtomobilski muzej Autostadt, v katerem so razstavljeni avtomobili proizvajalcev Audi, Bentley, Bugatti, Ducati, Lamborghini, MAN, Neoplan, Porsche, Scania, SEAT, Škoda Auto in Volkswagen gospodarska vozila. Od ustanovitve 1. julija 1938, kot dom za delavce v proizvodnji avtomobila KdF-Wagen, do 25. maja 1945 je bilo mesto imenovano Stadt des KdF-Wagens bei Fallersleben. Leta 1972 je število prebivalcev prvič preseglo 100.000.